# Hamad al-Montasarí
Hamad al-Montasarí (arabul: حمد المُنتشري; Dzsidda, 1982. június 22. –) szaúd-arábiai válogatott labdarúgó.

## Pályafutása

### Klubcsapatban
2000 és 2016 között az El-Áttihád csapatában játszott, melynek tagjaként 2004-ben és 2005-ben megnyerte az AFC-bajnokok ligáját és négy bajnoki címet szerzett (2001, 2003, 2007, 2009). 2005-ben az év labdarúgójának választották Ázsiában. 

### A válogatottban
2002 és 2011 között 54 alkalommal játszott a szaúd-arábiai válogatottban és 8 gólt szerzett. Részt vett a 2006-os világbajnokságon, illetve a 2004-es és a 2011-es Ázsia-kupán.

## Sikerei, díjai
El-Ittihád
- Szaúd-arábiai bajnok (4): 2000–01, 2002–03, 2006–07, 2008–09
- AFC-bajnokok ligája győztes (2): 2004, 2005